# رز آبشار طلا
رز آبشار طلا یا رز بانکسیان (نام علمی: Rosa banksiae)، نام یکی از گونه‌های رز است. معمولاً به عنوان رز لیدی بانکس (به انگلیسی: Lady Banks Rose) در جهان شناخته می‌شود. بومی مرکز و غرب چین بیشتر در استان گانسو، گوئیژو، هنان، هوبئی، جیانگ سو، سیچوان و یوننان در کوه‌ها و ارتفاعات ۵۰۰ تا ۲۲۰۰ متر رشد می‌کند. آبشار طلا جزء دستهٔ گیاهان چند ساله می‌باشد. رنگ گل‌های آن سفید یا زرد است. به دلیل اینکه گل آذین آن حالتی رو به پایین دارد به آبشار تشبیه گردیده‌است.
گل آبشار طلا به صورت درختچه‌ای است و می‌تواند بیش از ۶ متر بلند شود. برخلاف بسیاری از گل‌های سرخ (رز)، این گونه بدون تیغ و خار است هر چند ممکن است برخی از اقسام آن تیغ‌هایی تا ۵ میلی‌متر در شاخه‌های تنومند داشته باشند. برگ‌های این درخت همیشه سبز، به طول ۴ تا ۶ سانتی‌متر، با سه تا پنج (به ندرت هفت) برگچه به طول ۲ تا ۵ سانتی‌متر با حاشیه دندانه‌دار است. گل‌های آن کوچک هستند و ۱٫۵ تا ۲٫۵ سانتی‌متر قطر دارند و عموماً سفید یا زرد کمرنگ می‌باشند.
این گیاه دارای دو جوره است:

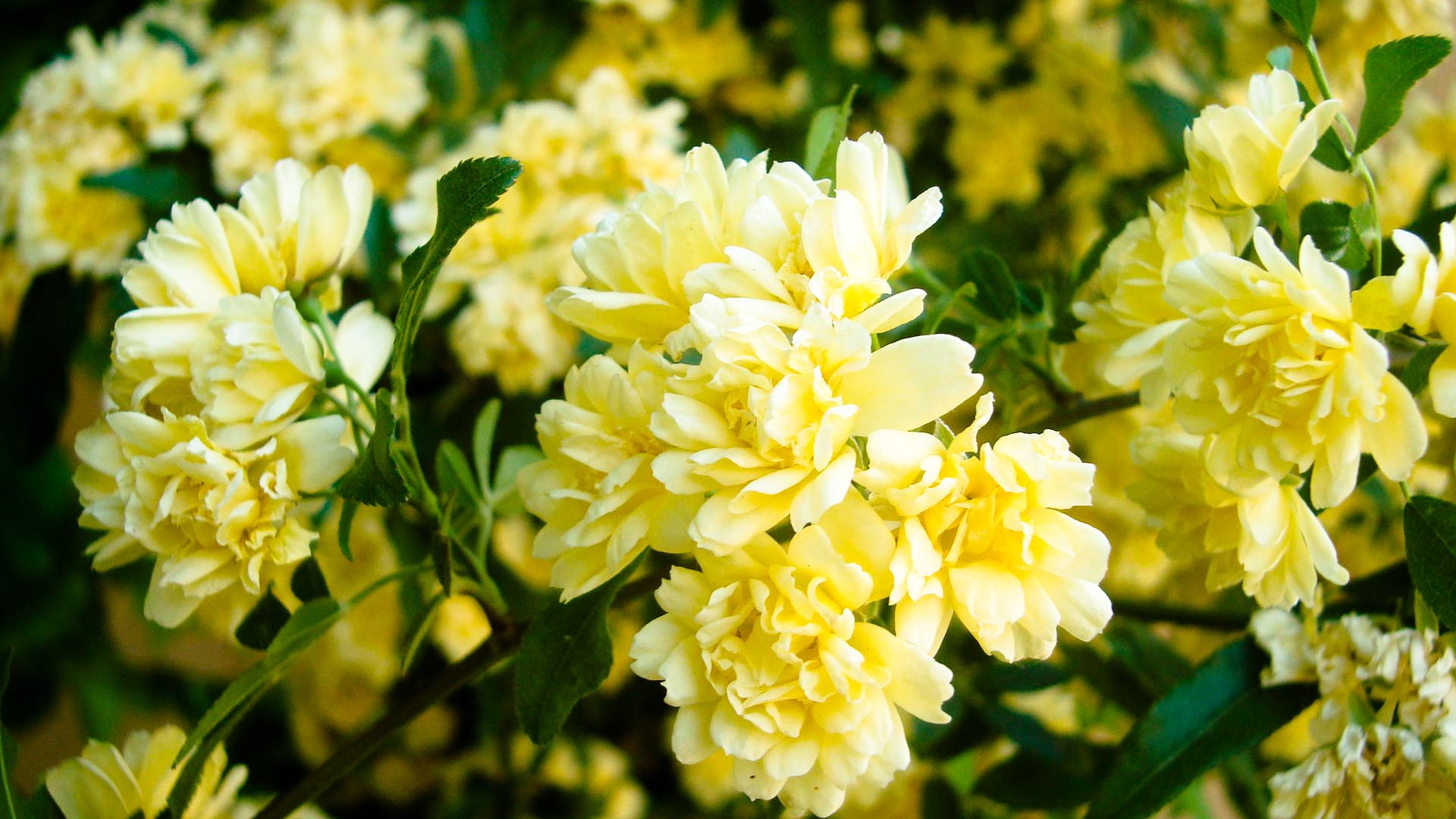
نمایی از گل گیاه آبشار طلایی

- Rosa banksiae var. banksiae: پرگلبرگ است. نوعی خودرو است و گل آن به رنگ سفید است. به نظر می‌آید که رقم بسیار محبوب Rosa banksiae 'Lutea' به رنگ زرد از آن به وجود آمده‌است.
- Rosa banksiae var. normalis Regel دارای ۵ گلبرگ است.

رقم R. banksiae 'Lutescens' نیز گل‌هایی به رنگ زرد روشن دارد. با توجه به کتاب رکوردهای جهانی گینس، بزرگترین گل رز آبشار طلایی در جهان در توم‌استون، آریزونا است که بیش از ۷۹۹ متر مربع است و دارای تنه ۳٫۶ متری است و در سال ۱۸۸۵ کاشته شد.

## تکثیر
تکثیر آن از طریق بذرها و تقسیم ریزوم‌ها انجام می‌گیرد و تولید بذر در این گیاه کم صورت می‌گیرد چون گرده‌های این گیاه نمی‌توانند خود گیاه را بارور سازند و بایستی توسط سایر حشرات گرده‌های پایه‌های دیگر به این گیاه برسد تا بارور شود.
روش تکثیر این گل در فصل پائیز از طریق قلمه نیمه خشبی و در تابستان از روش پیوند جوانه شکل می‌گیرد. نیازهای این گیاه نور کامل آبیاری کم و حداقل دما بایستی منفی ۱۵ درجه باشد وگرنه گیاه یخ می‌زند. خاک عادی و مخلوط با ماسه و کود دامی برای رز آبشار طلا مفید است.

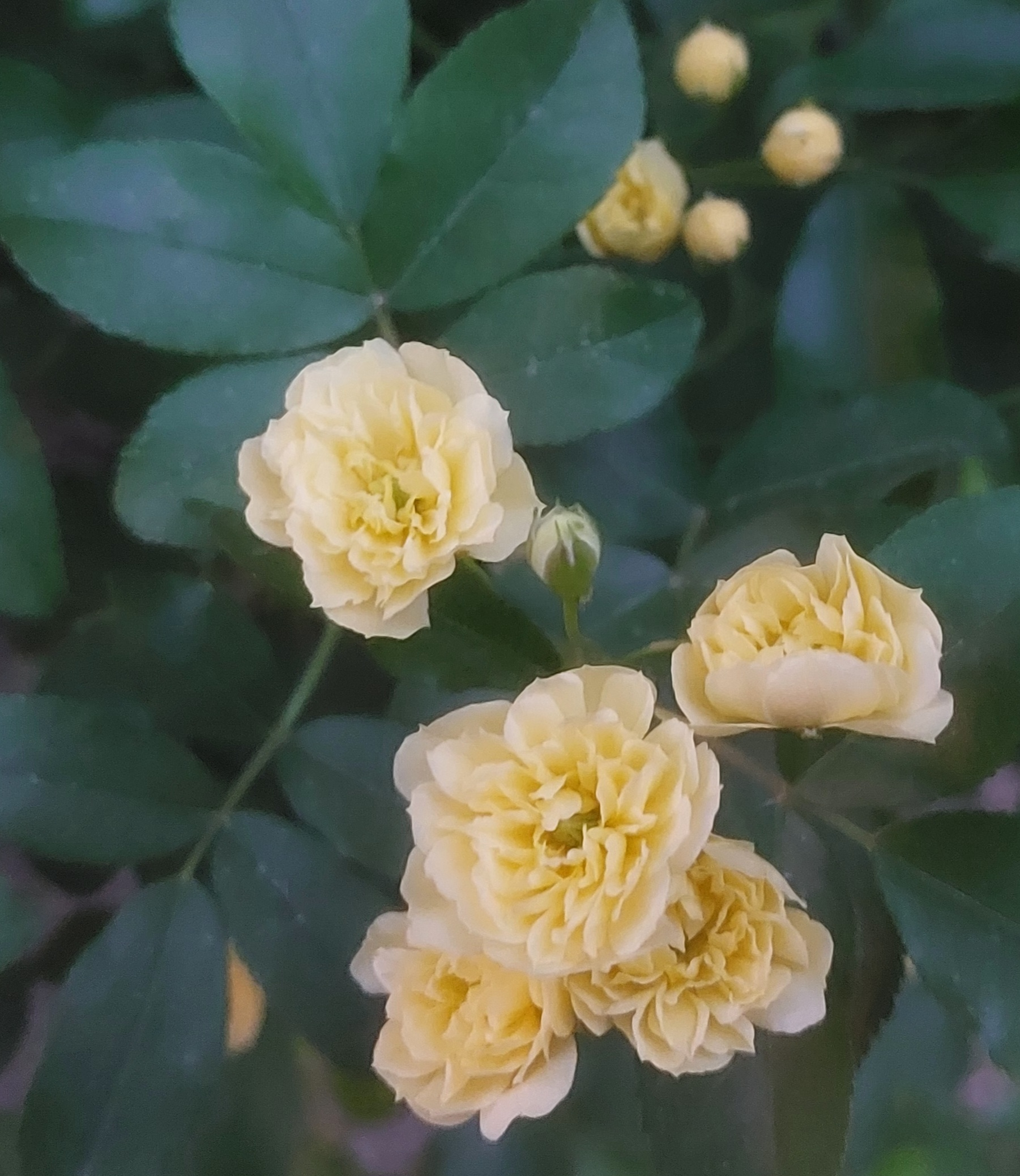
گل های رز آبشار طلایی از نمای نزدیک

## نگارخانه

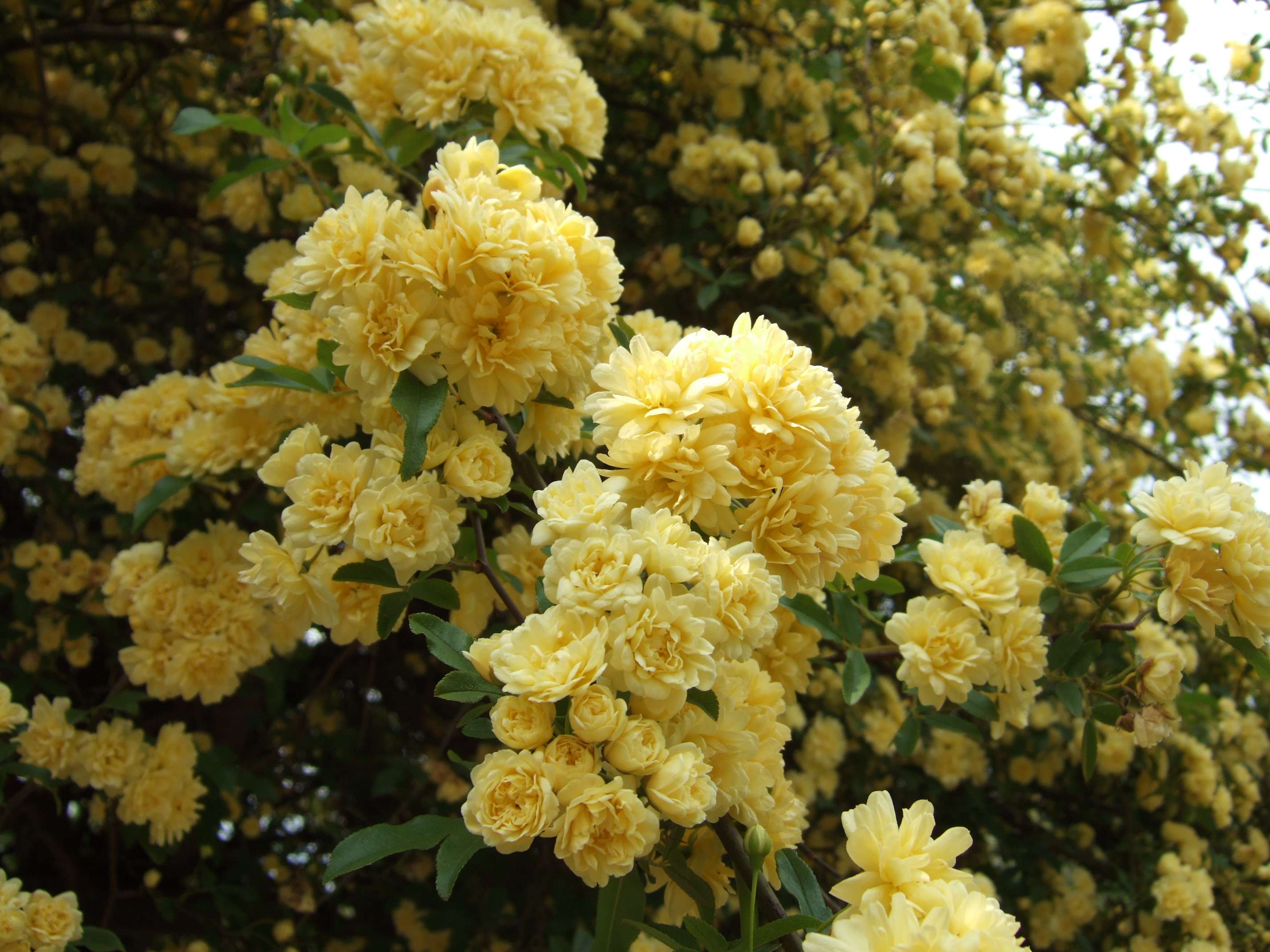
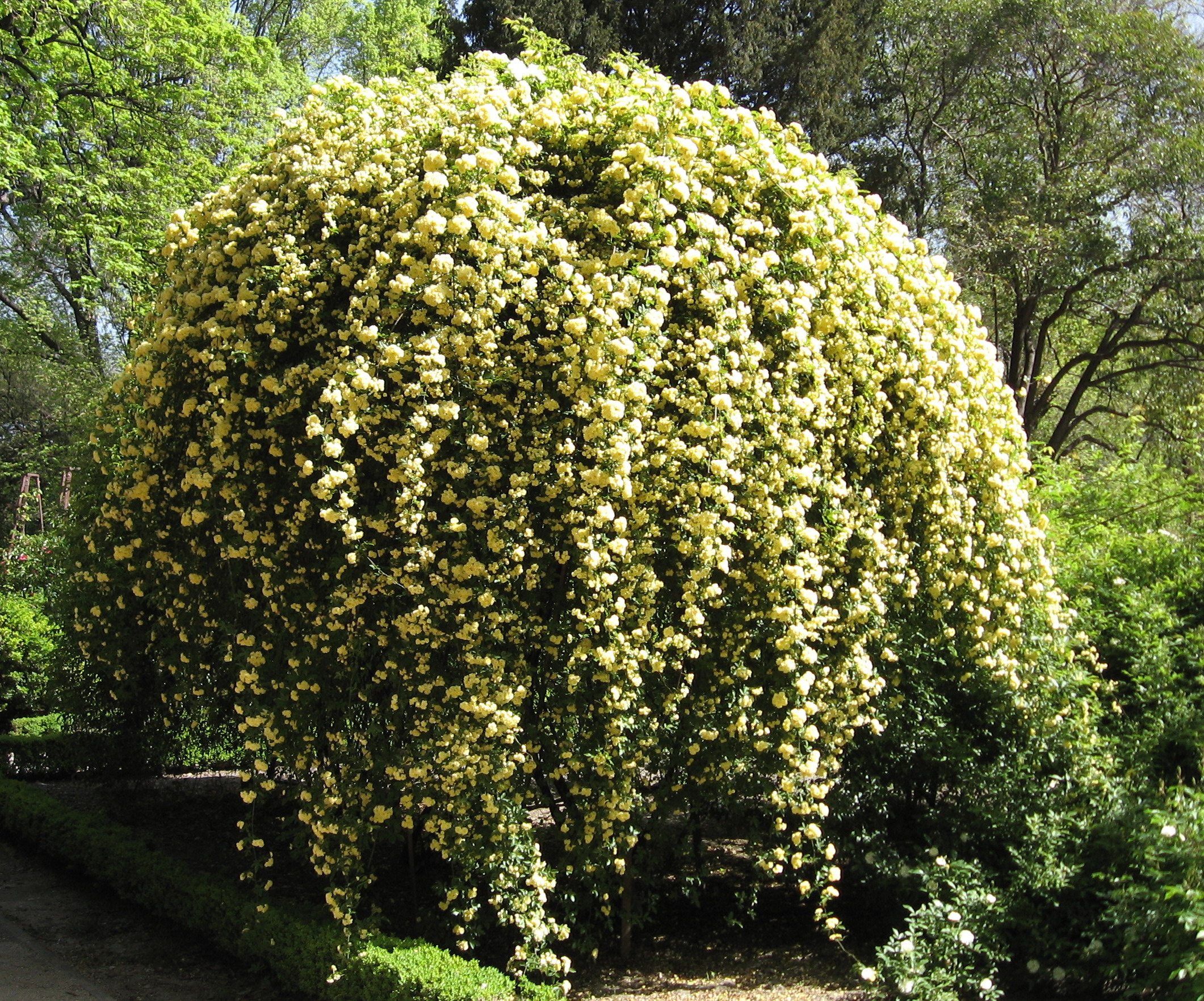
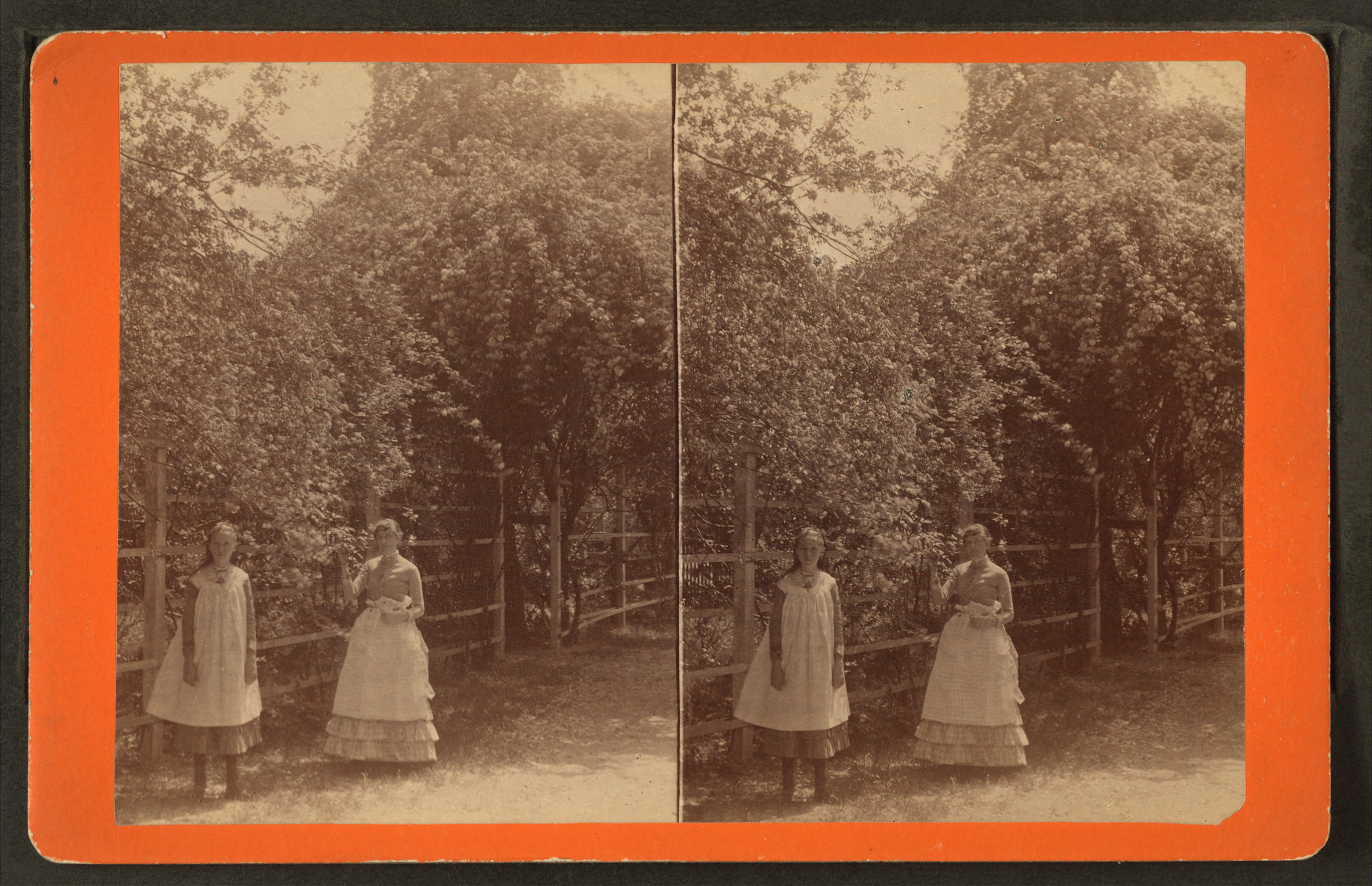

## نیازهای محیطی
1. دما:حداقل ۱۵- درجه سانتیگراد
2. نور: کامل
3. آبیاری: کم
4. آفات و بیماری‌ها: مورد خاصی ندارد